# Lúčky (okres Michalovce)
Lúčky (Hongaars: Vámoslucska) is een Slowaakse gemeente in de regio Košice, en maakt deel uit van het district Michalovce.
Lúčky telt 530 inwoners.